# الکساندر امانوئل آگاسیز
 الکساندر امانوئل آگاسیز (انگلیسی: Alexander Emanuel Agassiz؛ زاده ۱۷ دسامبر ۱۸۳۵ درگذشته ۲۷ مارس ۱۹۱۰) یک جانورشناس اهل ایالات متحده آمریکا بود.